# Liechtensteins herrlandslag i innebandy
Liechtensteins herrlandslag i innebandy representerar Liechtenstein i innebandy på herrsidan. 

## Historik
Laget spelade sin första landskamp den 20 augusti 2005, då man vid en landskamp i Schaan förlorade mot Frankrike med 3-5.
Landet hör till de svagaste i Europa, men har vunnit några matcher i historien, bl.a. mot Georgien 2010 och Belgien 2022. Liechtensteins förbundskapten är Marco Kipfer.

### Fotnoter
1. ↑  ”International Floorball Federation”. http://www.floorball.org/default.asp?kieli=826&sivu=147&alasivu=147. Läst 22 augusti 2011.
2. ↑  ”Nationalmannschaft: WM-Quali-Abschlussbericht”. unihockey.li. 4 februari 2024. https://www.unihockey.li/2024-02-04-wfcq-2024-abschlussbericht. Läst 11 november 2024.